# 13 avril en sport
13 mars 13 mai
Chronologies thématiques
- Croisades
- Ferroviaires
- Disney

Le 13 avril (103e jour de l'année ou 104e en cas d'année bissextile) en sport.

## Événements

### XIVesiècle
- 1314 (soule) : le maire de Londres proclame l’interdiction de la pratique du football (soule) « en raison des grands désordres causés dans la Cité ».

### XIXesiècle
- 1867 :
  - (Aviron) : The Boat Race entre les équipes universitaires d'Oxford et de Cambridge. Oxford s'impose[1].
- 1877 :
  - (Football /Coupe d'Écosse) : à Glasgow (Hampden Park), finale de la 4e édition de la Coupe d'Écosse. Vale of Leven bat les Rangers FC, 3-2. 12 000 spectateurs.
- 1878 :
  - (Aviron) : The Boat Race entre les équipes universitaires d'Oxford et de Cambridge. Oxford s'impose[1].
- 1889 :
  - (Football) : à Londres, l'Écosse bat l’Angleterre 3-2.

### XXesièclede1901à1950
- 1902 :
  - (Automobile) : à Nice, Léon Serpollet établit un nouveau record de vitesse terrestre : 120,80 km/h.
- 1924 :
  - (Football) : l’Olympique de Marseille remporte sa première Coupe de France en battant le FC Sète 3-2, après prolongations.

### XXesièclede1951à2000
- 1986 :
  - (Formule 1) : victoire d'Ayrton Senna au Grand Prix automobile d'Espagne.
- 1997 :
  - (Formule 1) : victoire de Jacques Villeneuve au Grand Prix automobile d'Argentine.
  - (Golf) : Tiger Woods devient le plus jeune golfeur à remporter le Masters de golf au XXe siècle

### XXIesiècle
- 2003 :
  - (Athlétisme) : l'Éthiopien Gezahegne Abera remporte le Marathon de Londres (hommes) en 2 h 07 min 56 s tandis que pour les femmes c'est la Britannique Paula Radcliffe qui s'impose en 2 h 15 min 25 s.
- 2008 :
  - (Cyclisme) : déjà victorieux de l'épreuve en 2005, le Belge Tom Boonen (Quick Step) remporte la 106e édition de la course Paris-Roubaix, en devançant au sprint ses deux compagnons d'échappée, le Suisse Fabian Cancellara (CSC) et l'Italien Alessandro Ballan (Lampre)
- 2014 :
  - (Athlétisme) : le Kényan Wilson Kipsang remporte le marathon de Londres en 2 h 04 min 28 s chez les hommes et la Kényane Edna Kiplagat pour les femmes en 2 h 20 min 21 s.
  - (Cyclisme) : le Néerlandais Niki Terpstra remporte la 112e édition de Paris-Roubaix. Le coureur a terminé la course en 5 h 38 min 57 s. L'Allemand John Degenkolb termine deuxième au sprint et le Suisse Fabian Cancellara termine à la troisième place de la course.
  - (Tennis) : Alizé Cornet, numéro 1 française remporte le tournoi de Katowice en battant en finale l'Italienne Camila Giorgi en trois sets, 7-6 (7/3), 5-7, 7-5. Le double est remporté par les Ukrainiennes Yulia Beygelzimer et Olga Savchuk.
- 2016 :
  - (Basketball): la légende américaine Kobe Bryant prend sa retraite après un dernier match légendaire (60 points)

## Naissances

### XIXesiècle
- 1846 :
  - William McGregor, dirigeant de football anglais. Président du club d'Aston Villa. († 20 décembre 1911).
- 1864 :
  - Albert Aldridge, footballeur anglais. (2 sélections en équipe d'Angleterre). († 22 juin 1891).
- 1870 :
  - Jock Drummond, footballeur écossais. (14 sélections en équipe d'Écosse). († 24 janvier 1935).
- 1872 :
  - John Cameron, footballeur puis entraîneur écossais. (1 sélection en équipe d'Écosse). († 20 avril 1935).
- 1876 :
  - Pascal Laporte, joueur de rugby à XV français. († 6 avril 1947).
  - Robert Smyth McColl, footballeur écossais. (13 sélections en équipe d'Écosse). († 30 novembre 1958).
- 1877 :
  - Christian Lautenschlager, pilote de courses automobile allemand. († 3 janvier 1954).
- 1882 :
  - Augustin Ringeval, cycliste sur route français. († 5 juillet 1967).
- 1888 :
  - Auguste Landrieu, gymnaste belge. Médaillé d'argent du concours général par équipes aux Jeux d'Anvers 1920. († ?).
- 1894 :
  - Lizzie Murphy, joueuse de baseball américaine. († 28 juillet 1964).
  - Joie Ray, athlète de demi-fond américain. Médaillé de bronze du 3 000m par équipes aux Jeux de Paris 1924. († 15 mai 1978).
- 1899 :
  - Harold Osborn, athlète d'épreuves combinées et de sauts américain. Champion olympique du décathlon et de la hauteur aux Jeux de Paris 1924. († 5 avril 1975).

### XXesièclede1901à1950
- 1902 :
  - Georges Philippe, pilote de courses automobile puis homme d'affaires français. († 20 janvier 1988).
- 1913 :
  - David Albritton, athlète de sauts américain. Médaillé d'argent de la hauteur aux Jeux de Berlin 1936. Détenteur du Record du monde du saut en hauteur du 12 juillet 1936 au 12 août 1937. († 14 mai 1994).
- 1914 :
  - Hector Cazenave, footballeur français. (8 sélections en équipe de France). († 27 septembre 1958).
- 1925 :
  - Paul Condrillier, pilote de rallyes automobile français. († 25 août 1997).
- 1926 :
  - André Testut, pilote de courses automobile franco-monégasque. († 24 septembre 2005).
- 1928 :
  - Giannino Marzotto, pilote de courses automobile puis homme d'affaires italien. († 14 juillet 2012).
- 1929 :
  - Waldemar Philippi, footballeur allemand. († 4 octobre 1990).
- 1931 :
  - Dan Gurney, pilote de F1 et de courses automobile d'endurance américain. (4 victoires en Grand Prix). Vainqueur des 24 Heures du Mans 1967. († 14 janvier 2018).
- 1932 :
  - Dino Bruni, cycliste sur route italien. Médaillé d'argent de la course sur route par équipes aux Jeux d'Helsinki 1952.
- 1934 :
  - John Muckler, hockeyeur sur glace puis entraîneur et dirigeant sportif canadien. († 4 janvier 2021).
- 1936 :
  - José Rosinski, pilote de courses automobile puis journaliste et commentateur TV français. († 3 juin 2011).
- 1940 :
  - Mike Beuttler, pilote de F1 et de courses automobile d'endurance britannique. († 29 décembre 1988).
  - Max Mosley, pilote de courses automobile puis dirigeant sportif britannique. Président de la FIA de 1993 à 2009. († 23 mai 2021).
- 1944 :
  - Franco Arese, athlète de demi-fond puis dirigeant sportif italien. Champion d'Europe d'athlétisme du 1 500m 1971.

### XXesièclede1951à2000
- 1951 :
  - Ivano Bordon, footballeur puis entraîneur italien. Champion du monde de football 1982. (21 sélections en équipe d'Italie).
  - Joachim Streich, footballeur et ensuite entraîneur est-allemand puis allemand. Médaillé de bronze aux Jeux de Munich 1972. Vainqueur de la Coupe d'Europe des vainqueurs de coupe 1974. (102 sélections en équipe d'Allemagne de l'Est). († 16 avril 2022).
- 1955 :
  - Safet Sušić, footballeur puis entraîneur yougoslave puis bosnien. (54 sélections avec l'équipe de Yougoslavie). Sélectionneur de l'équipe de Bosnie-Herzégovine de 2009 à 2014.
- 1956 :
  - Possum Bourne, pilote de rallye automobile néo-zélandais. (12 victoires en rallye). († 30 avril 2003).
- 1958 :
  - Jean-Marc Pilorget, footballeur puis entraîneur français.
  - Ulrik Wilbek, handballeur puis entraîneur danois. Sélectionneur de l'équipe du Danemark féminine de 1991 à 1998, championne olympique aux Jeux d'Atlanta 1996 et championne du monde de handball 1997 puis championne d'Europe de handball 1994 et 1996. Sélectionneur de l'équipe du Danemark masculine de 2005 à 2014, championne d'Europe de handball 2008 et 2012.
- 1960 :
  - Olaf Ludwig, cycliste sur route puis dirigeant sportif est-allemand puis allemand. Médaillé d'argent des 100km par équipes aux Jeux de Moscou 1980 puis champion olympique de la course en ligne aux Jeux de Séoul 1988. Champion du monde de cyclisme sur route par équipes 1981. Vainqueur de l'Amstel Gold Race 1992, et des Quatre Jours de Dunkerque 1992.
  - Rudi Völler, footballeur puis entraîneur allemand. Champion du monde de football 1990. Vainqueur de la Ligue des champions 1993. (90 sélections en équipe d'Allemagne). Sélectionneur de l'équipe d'Allemagne de 2000 à 2004
- 1966 :
  - Ali Boumnijel, footballeur puis entraîneur tunisien. (42 sélections en équipe de Tunisie).
- 1967 :
  - Dana Barros, basketteur américain.
- 1971 :
  - Franck Esposito, nageur français. Médaillé de bronze du 200m papillon aux Jeux de Barcelone 1992. Champion d'Europe de natation du 200m papillon 1991, 1997, 1999.
  - Bo Outlaw, basketteur américain.
- 1972 :
  - Mariusz Czerkawski, hockeyeur sur glace polonais.
- 1973 :
  - Nicolas Jalabert, cycliste sur route français.
- 1974 :
  - Sergueï Gontchar, hockeyeur sur glace russe. Médaillé d'argent aux Jeux de Nagano 1998 puis médaillé de bronze aux Jeux de Salt Lake City 2002.
  - Darren Turner, pilote de course automobile britannique.
- 1975 :
  - Jasey Jay Anderson, snowboardeur canadien. Champion olympique du slalom géant en parallèle aux Jeux de Vancouver 2010.
- 1976 :
  - Patrik Eliáš, hockeyeur sur glace tchèque. Médaillé de bronze aux Jeux de Turin 2006.
- 1977 :
  - Bertrand Laquait, footballeur français.
  - Ángel Vicioso, cycliste sur route espagnol.
- 1978 :
  - Arron Asham, hockeyeur sur glace canadien.
  - Carles Puyol, footballeur espagnol. Médaillé d'argent aux Jeux de Sydney 2000. Champion du monde de football 2010. Champion d'Europe de football 2008. Vainqueur de la Ligue des champions 2006, 2009 et 2011. (100 sélections en équipe d'Espagne).
- 1979 :
  - Baron Davis, basketteur américain. (9 sélections en équipe des États-Unis).
  - Meghann Shaughnessy, joueuse de tennis américaine.
- 1980 :
  - Quentin Richardson, basketteur américain.
- 1982 :
  - Johan Cronje, athlète de demi-fond sud-africain.
- 1983 :
  - Claudio Bravo, footballeur hispano-chilien. Vainqueur de la Copa América 2015 et 2016 de la Ligue des champions 2015. (145 sélections avec l' équipe du Chili).
  - Schalk Burger, joueur de rugby à XV sud-africain. Champion du monde de rugby à XV 2007. Vainqueur des Tri-nations 2004 et 2009. (86 sélections en équipe d'Afrique du Sud).
  - Aaron Miles, basketteur américain.
  - Ugo Monye, joueur de rugby à XV anglais. Vainqueur des Challenge européen 2004 et 2011. (14 sélections en équipe d'Angleterre).
  - Hunter Pence, joueur de baseball américain.
- 1984 :
  - Anders Lindegaard, footballeur danois. (5 sélections en équipe du Danemark).
  - Katarina Ristić, basketteuse slovène.
- 1985 :
  - Gina Lewandowski, footballeuse américaine. Victorieuse de la Coupe féminine de l'UEFA 2008. (1 sélection en équipe des États-Unis).
- 1986 :
  - Lorenzo Cain, joueur de baseball américain.
- 1987 :
  - Fabián Monzón, footballeur argentin. Champion olympique aux Jeux de Pékin 2008. (7 sélections en équipe d'Argentine).
- 1988 :
  - Anderson, footballeur brésilien. Médaillé de bronze aux Jeux de Pékin 2008. Vainqueur de la Copa América 2007 et de la Ligue des champions 2008. (8 sélections en équipe du Brésil).
  - Máximo Cortés, pilote de courses automobile espagnol.
  - Petteri Koponen, basketteur finlandais. Vainqueur de l'EuroChallenge 2009 et de l'EuroCoupe de basket-ball 2015. (123 sélections en équipe de Finlande).
- 1989 :
  - Karima Benameur, footballeuse française. (5 sélections en équipe de France).
  - Alexandre Lapandry, joueur de rugby à XV français. Vainqueur du Challenge européen 2019. (13 sélections en équipe de France).
  - Élodie Poublan, joueuse de rugby à XV puis entraîneuse française. Victorieuse du Grand Chelem 2014 et du tournoi 2016. (70 sélections en équipe de France).
- 1990 :
  - Brice Dulin, joueur de rugby français. Vainqueur des Coupe d'Europe 2022 et 2023. (37 sélections en équipe de France).
  - Anastasija Sevastova, joueuse de tennis lettone.
- 1991 :
  - Romain Hillotte, basketteur français.
  - Mickaël Lopes Da Veiga, athlète de Kick-boxing franco-capverdien.
  - Daniil Sobtchenko, hockeyeur sur glace russo-ukrainien. († 7 septembre 2011).
- 1992 :
  - Péter Bernek, nageur hongrois.
  - Charles Masson, hockeyeur sur gazon français.
- 1993 :
  - Emilie Christensen, handballeuse norvégienne. (15 sélections en équipe de Norvège).
  - Nemanja Dangubić, basketteur serbe.
  - Fadil Sido, footballeur burkinabé.
- 1994 :
  - Alex Carpenter, hockeyeuse sur glace américaine. Médaillée d'argent aux Jeux de Sotchi 2014.
  - Mahmoud Kahraba, footballeur égyptien. (32 sélections en équipe d'Égypte).
  - Tiécoro Keita, footballeur malien. (2 sélections en équipe du Mali).
  - Paul Ourselin, cycliste sur route français.
  - Chloé Trespeuch, snowboardeuse française. Médaillée de bronze en cross aux Jeux de Sotchi 2014. Championne du monde de snowboard du cross par équipes 2017.
- 1996 :
  - Isaiah Briscoe, basketteur américain.
  - Kristoffer Halvorsen, cycliste sur route norvégien.
  - Rihards Lomažs, basketteur letton.
  - Marko Grujić, footballeur serbe. (24 sélections en équipe de Serbie).
- 1997 :
  - Gaëtan Barlot, joueur de rugby à XV français. (7 sélections en équipe de France).
  - Karim Jallow, basketteur allemand.
  - Alexia Kátia de Sá, rink hockeyeuse sud-africaine.
  - Kyle Walker-Peters, footballeur anglais. (2 sélections en équipe d'Angleterre).
- 1998 :
  - William McDowell-White, basketteur américain.
  - Pedrinho, footballeur brésilien.
- 1999 :
  - Alessandro Bastoni, footballeur italien. Champion d'Europe de football 2020. (23 sélections en équipe d'Italie).
  - Joe Heyes, joueur de rugby à XV anglais. (7 sélections en équipe d'Angleterre).
  - András Schäfer, footballeur hongrois. (24 sélections en équipe de Hongrie).
- 2000 :
  - Stephen Kelly, footballeur écossais.
  - Slobodan Tedić, footballeur serbo-monténégrin.
  - Facundo Torres, footballeur uruguayen. (15 sélections en équipe d'Uruguay).

### XXIesiècle
- 2001 :
  - Noah Katterbach, footballeur allemand.
  - Axel Laurance, cycliste sur route français.
  - Yuta Matsumura, footballeur japonais.
  - Neco Williams, footballeur gallois. (36 sélections en équipe du pays de Galles).
- 2002 :
  - Pavel Savkov, basketteur russe.
- 2003 :
  - Lucas Hey, footballeur danois.
- 2005 :
  - Kervin Andrade, footballeur vénézuélien.

## Décès

### XXesièclede1901à1950
- 1904 :
  - Julian Sturgis, 55 ans, footballeur américain. (° 21 octobre 1848).
- 1947 :
  - Jean Chassagne, 65 ans, pilote de courses automobile français. (° 26 juillet 1881).

### XXesièclede1951à2000
- 1954 :
  - Samuel Jones, 74 ans, athlète de sauts américain. Champion olympique de la hauteur aux Jeux de Saint-Louis 1904. (° 16 janvier 1880).
- 1956 :
  - Alfred Birlem, 68 ans, footballeur puis arbitre allemand. (° 10 janvier 1888).
- 1971 :
  - Michel Brière, 21 ans, hockeyeur sur glace canadien. (° 21 octobre 1949).
- 1976 :
  - Gustave Danneels, 62 ans, cycliste sur route belge. Vainqueur des Paris-Tours 1934, 1936 et 1937. (° 6 septembre 1913).
- 1997 :
  - Voldemar Väli, 94 ans, lutteur de gréco-romaine estonien. Champion olympique des -62 kg aux Jeux d'Amsterdam 1928 puis médaillé de bronze des -66 kg aux jeux de Berlin 1936. Champion d'Europe de lutte gréco-romaine des -62 kg 1926 et 1927. (° 10 janvier 1903).
- 1998 :
  - Patrick de Gayardon, 38 ans, parachutiste français. (° 23 janvier 1960).

### XXIesiècle
- 2002 :
  - Desmond Titterington, 73 ans, pilote de courses automobile britannique. (° 1er mai 1928).
- 2013 :
  - Abdelhamid Kermali, 81 ans, footballeur puis entraîneur algérien. Sélectionneur de l'équipe d'Algérie de 1990 à 1992. (° 24 avril 1931).
  - Hilmar Myhra, 97 ans, sauteur à ski norvégien. (° 4 juin 1915).